# Nader Mir Ahmadian
Nader Mir Ahmadian (1962. november 30. –) egykori iráni válogatott labdarúgó.

## Pályafutása
Nader Mir Ahmadian 1962. november 30-án született. 1990-ben két alkalommal lépett pályára az iráni válogatott színeiben. 1991 tavaszán szerződött a Vasashoz, ahol öt mérkőzésen lépett pályára, ezeken egy gólt szerzett. Az évad végén ő is távozott a Vasasból. Az 1990-es évek végén Kanadába költözött, 1997 és 1999 között a Canadian Professional Soccer League-ben szereplő Mississauga FC játékosa volt, majd edzőként dolgozott. Jelenleg is Kanadában él, ő a Gold Line Soccer Club edzője.

## Mérkőzései az iráni válogatottban
| #  | Dátum             | Ellenfél      | Eredmény | Kiírás              | Esemény |
| -- | ----------------- | ------------- | -------- | ------------------- | ------- |
| 1. | 1990. február 4.  | Lengyelország | 0 – 1    | barátságos mérkőzés |         |
| 2. | 1990. február 18. | Szovjetunió   | 0 – 1    | barátságos mérkőzés |         |